# Coral Harbour
Coral Harbour (Inuktitut: Salliit; ᓴᓪᓖᑦ) è un piccolo insediamento Inuit situato nell'Isola di Southampton, nella Regione di Kivalliq, nel territorio canadese del Nunavut. Il nome deriva dal corallo presente nelle acque presso il centro abitato, mentre il termine tradizionale Inuktitut è Salliq, che significa "piatto".
Secondo il censimento del 2006 la popoloazione era di 820 abitanti, con un aumento dell'8% rispetto al 2001.
Coral Harbour è l'unico centro del Nunavut dove non viene utilizzata l'ora legale, restando sempre in linea con la North American Eastern Time Zone.

## Geografia fisica

### Territorio
Il paese è raggiungibile solo con l'aereo, mentre gli spostamenti all'interno dell'isola sono possibili solo grazie a mezzi battipista (slitta) e all'aereo. L'isola ha una ricca fauna che conta tra gli altri: caribù, orsi polari, foche, trichechi, girifalchi e raramente falchi pellegrini.